# West River
West River är en ort i Washakie County i centrala delen av den amerikanska delstaten Wyoming, belägen omkring 10 km norr om countyts huvudort Worland på västra sidan av Bighorn River. Orten hade 321 invånare vid 2000 års federala folkräkning, då den klassades som census-designated place.